# Green Lake County
Das Green Lake County ist ein County im US-amerikanischen Bundesstaat Wisconsin. Im Jahr 2020 hatte das County 19.018 Einwohner und eine Bevölkerungsdichte von 20,7 Einwohnern pro Quadratkilometer. Der Verwaltungssitz (County Seat) ist Green Lake.

## Geografie
Das County liegt im südöstlichen Zentrum von Wisconsin. Es hat eine Fläche von 985 Quadratkilometern, wovon 68 Quadratkilometer Wasserfläche sind. Im Zentrum des Countys liegt der namensgebende Green Lake. Im Nordwesten wird das County vom Fox River durchflossen, einem Zufluss des Michigansees.
An das Green Lake County grenzen folgende Nachbarcountys:
|                  | Waushara County | Winnebago County   |
| Marquette County |                 | Fond du Lac County |
| Columbia County  |                 | Dodge County       |

## Geschichte
Das Green Lake County wurde 1858 aus dem Marquette District gebildet. Benannt wurde es, ebenso wie die Bezirkshauptstadt, nach dem Green Lake, mit 78 m der tiefste See Wisconsins.

## Demografische Daten
Nach der Volkszählung im Jahr 2010 lebten im Green Lake County 19.051 Menschen in 7925 Haushalten. Die Bevölkerungsdichte betrug 20,8 Einwohner pro Quadratkilometer. In den 7925 Haushalten lebten statistisch je 2,37 Personen.
Ethnisch betrachtet setzte sich die Bevölkerung zusammen aus 97,8 Prozent Weißen, 0,6 Prozent Afroamerikanern, 0,4 Prozent amerikanischen Ureinwohnern, 0,6 Prozent Asiaten sowie aus anderen ethnischen Gruppen; 0,7 Prozent stammten von zwei oder mehr Ethnien ab. Unabhängig von der ethnischen Zugehörigkeit waren 4,4 Prozent der Bevölkerung spanischer oder lateinamerikanischer Abstammung.
22,4 Prozent der Bevölkerung waren unter 18 Jahre alt, 57,5 Prozent waren zwischen 18 und 64 und 20,1 Prozent waren 65 Jahre oder älter. 50,0 Prozent der Bevölkerung war weiblich.

Das jährliche Durchschnittseinkommen eines Haushalts lag bei 48.772 USD. Das Pro-Kopf-Einkommen betrug 25.997 USD. 10,2 Prozent der Einwohner lebten unterhalb der Armutsgrenze.

## Ortschaften im Green Lake County
| Citys - Berlin1 - Green Lake - Markesan - Princeton | Villages - Kingston - Marquette |

Census-designated place (CDP)
- Dalton

Andere Unincorporated Communities
| - Fairburn - Green Lake Terrace - Greenwyck - Indian Hills | - Manchester - Pleasant Point - Sandstone Bluff - Sherwood Forest | - Spring Grove - Tuleta Hills - Utley |

1 – teilweise im Waushara County

## Gliederung
Das Green Lake County ist neben den vier Citys und zwei Villages in zehn Towns eingeteilt:
| Town               | Einwohner (2010) | FIPS     |
| ------------------ | ---------------- | -------- |
| Town of Berlin     | 1140             | 55-06950 |
| Town of Brooklyn   | 1826             | 55-10125 |
| Town of Green Lake | 1154             | 55-31350 |
| Town of Kingston   | 1064             | 55-39775 |
| Town of Mackford   | 560              | 55-46875 |
| Town of Manchester | 1022             | 55-48400 |
| Town of Marquette  | 531              | 55-49525 |
| Town of Princeton  | 1434             | 55-65625 |
| Town of St. Marie  | 351              | 55-70925 |
| Town of Seneca     | 408              | 55-72525 |